# 中村満紀男
中村 満紀男（なかむら まきお、1945年3月6日 - ）は、特殊教育学者、筑波大学名誉教授、福山市立大学教授。
1967年東京教育大学特殊教育卒、72年同大学院博士課程満期退学、85年「19世紀アメリカ障害児学校史の研究」で筑波大学教育学博士。国立特殊教育総合研究所研究員、1976年秋田大学教育学部講師、助教授、教授、1994年筑波大学教授、2008年定年退任、名誉教授、東日本国際大学教授・副学長、2011年福山市立大学教授。2025年、瑞宝中綬章受章。

## 著書
- 『アメリカ合衆国障害児学校史の研究』風間書房 1987

### 共編著
- 『障害児教育の歴史』荒川智共編著 明石書店 2003
- 『理解と支援の障害児教育』前川久男,四日市章共編著 コレール社 2003
- 『優生学と障害者』編著 明石書店 2004
- 『シリーズ障害科学の展開 障害をとおしての人間理解、共に生きるための障害支援 第1巻障害科学とは何か』四日市章共編著 明石書店 2007
- 『理解と支援の特別支援教育』前川久男,四日市章共編著 コレール社 2008
- 『特別支援教育を創造するための教育学』安藤隆男共編著 明石書店 シリーズ障害科学の展開 2009

### 編著
- 『日本障害児教育史【戦後編】』編著　明石書店　2019

### 翻訳
- J.W.トレント Jr.『「精神薄弱」の誕生と変貌 アメリカにおける精神遅滞の歴史』清水貞夫,茂木俊彦共監訳 学苑社 1997
- ベネディクト・イングスタッド,スーザン・レイノルズ・ホワイト編著『障害と文化 非欧米世界からの障害観の問いなおし』山口惠里子共監訳 明石書店 明石ライブラリー 2006
- ハリー・ダニエルズ,フィリップ・ガーナー編著『世界のインクルーシブ教育 多様性を認め、排除しない教育を』窪田眞二共監訳 明石書店 明石ライブラリー 2006

## 論文
- Cinii

## 注
1. ↑  『現代日本人名録』2002年
2. ↑  研究者情報
3. ↑  『官報』号外96号、令和7年4月30日
4. ↑  “令和7年春の叙勲 瑞宝中綬章受章者” (PDF).  内閣府. p. 15 (2025年4月29日). 2025年4月30日時点のオリジナルよりアーカイブ。2025年5月3日閲覧。